# Coloradoa viridis
Coloradoa viridis är en insektsart som först beskrevs av Nevsky 1929.  Coloradoa viridis ingår i släktet Coloradoa och familjen långrörsbladlöss. Inga underarter finns listade i Catalogue of Life.